# Pentagram (videojuego)
Pentagram es un videojuego para el ZX Spectrum y MSX creado por la compañía Ultimate Play The Game. El juego usa el mismo tipo de perspectiva isométrica que el juego Knight Lore, el cual fue lanzado anteriormente por la compañía, aunque incluye la novedad de permitir niveles superpuestos.